# Llista de cònsols romans de la República
Aquesta llista de cònsols de Roma durant la República es basa en la cronologia de Marc Terenci Varró i les mencions de Titus Livi i Diodor de Sicília. Una recopilació gairebé exhaustiva dels noms dels tribuns i els cònsols es troba a l'obra de T. Robert S. Broughton amb la col·laboració de Marcia L. Patterson.

## Segle VI aC
- 509: Lucius Iunius Brutus. Cònsols sufectes: Spurius Lucretius Tricipitinus, Marcus Horatius Pulvillus, Lucius Tarquinius Collatinus (no va exercir). Cònsol sufecte: Publius Valerius Publicola.
- 508: Publius Valerius Publicola. Titus Lucretius T.f. Triciptinus.
- 507: Publius Valerius Publicola. Marcus Horatius Pulvillus.
- 506: Spurius Larcius Rufus (o Flavus). Titus Herminius Aquilinus.
- 505: Marcus Valerius Volusus, Publius Postumius Tubertus.
- 504: Publius Valerius Publicola. Titus Lucretius T.f. Tricpitinus.
- 503: Agrippa Menenius C.f. Lanatus, Publius Postumius Tubertus.
- 502: Opiter Verginius Tricostus, Spurius Cassius Viscellinus (o Vecellinus).
- 501: Postumius Cominius Auruncus, Titus Larcius Flavus (o Rufus).

## Segle V aC

### Dècada del 490 aC
- 500: Servius Sulpicius Camarinus (Camerinus) Cornutus, Manius/Marcus Tullius Longus.
- 499: Titus Aebutius T.f. Helva Flavus, Publius (o Gaius) Veturius (Vetusius) Geminus Cicurinus.
- 498: Quintus Cloelius Siculus, Titus Larcius Flavus (o Rufus).
- 497: Aulus Sempronius Atratinus, Marcus Minucius Augurinus.
- 496: Aulus Postumius P.f. Albus Regillensis, Titus Verginius Tricostus Caeliomontanus.
- 495: Appius Claudius Sabinus Regillensis, Publius Servilius Priscus Structus.
- 494: Aulus Verginius A.f. Tricostus Caeliomontanus, Titus Veturius (o Vetusius) Geminus Cicurinus
- 493: Postumius Cominius Auruncus, Spurius Cassius Viscellinus o Vecellinus.
- 492: Titus Geganius Macerinus, Publius Minucius Augurinus
- 491: Marcus Minucius Augurinus, Aulus Sempronius Atratinus.

### Dècada del 480 aC
- 490: Quintus Sulpicius Camerinus Cornutus, Spurius Larcius Flavus (o Rufus).
- 489: Gaius Iulius L.f. Iullus, Publius Pinarius Mamertinus Rufus.
- 488: Spurius Nautius Rutilus, Sextus Furius Medullinus Fusus.
- 487: Titus Sicinius Sabinus, Caius Aquillius Tuscus.
- 486: Spurius Cassius Viscellinus o Vecellinus, Proculus Verginius Tricostus Rutilus.
- 485: Servius Cornelius Maluginensis Cossus, Quintus Fabius Vibulanus.
- 484: Lucius Aemilius Mam. f. Mamercus, Kaeso Fabius K.f. Vibulanus.
- 483: Marcus Fabius K.f. Vibulanus, Lucius Valerius Potitus Publicola.
- 482: Quintus Fabius K.f. Vibulanus, Gaius Iulius C.f. L.n. Iullus.
- 481: Kaeso Fabius K.f. Vibulanus, Spurius Furius Fusus.

### Dècada del 470 aC
- 480: Marcus Fabius K.f. Vibulanus, Cnaeus Manlius Cincinnatus.
- 479: Kaeso Fabius K.f. Vibulanus, Titus Verginius T.f. T.n. Tricostus Rutilus.
- 478: Lucius Aemilius Mam. f. Mamercus, Gaius Servilius Structus Ahala. Cònsol sufecte: Opiter Verginius Tricostus Esquilinus.
- 477: Gaius Horatius M.f. M.n. Pulvillus, Titus Menenius Agr.f. C.n. Lanatus.
- 476: Aulus Verginius T.f. T.n. Tricostus Rutilus, Spurius Servilius Structus.
- 475: Publius Valerius P.f. Volusius n. Publicola, Gaius Nautius Sp.f. Sp.n. Rutilus.
- 474: Lucius Furius Medullinus Fusus, Cnaeus o Aulus Manlius Vulso.
- 473: Lucius Aemilius Mam.f. Mamercus, Vopiscus Iulius C.f. L.n. Iullus.
- 472: Lucius Pinarius Mamercinus Rufus, Publius Furius Medullinus Fusus.
- 471: Appius Claudius App.f. M.n. Sabinus, Titus Quinctius Capitolinus Barbatus.

### Dècada del 460 aC
- 470: Lucius Valerius Potitus Publicola, Tiberius Aemilius L.f. Mam.n. Mamercus.
- 469: Titus Numicius Priscus, Aulus Verginius A.f. A.n. Tricostus Caeliomontanus.
- 468: Titus Quinctius Capitolinus Barbatus, Quintus Servilius Structus Priscus.
- 467: Tiberius Aemilius L.f. Mam.n. Mamercus, Quintus Fabius M.f. K.n. Vibulanus.
- 466: Quintus Servilius Structus Priscus, Spurius Postumius A.f. P.n. Albus Regillensis
- 465: Quintus Fabius M.f. K.n. Vibulanus, Titus Quinctius Capitolinus Barbatus.
- 464: Aulus Postumius A.f. P.n. Albus Regillensis, Spurius Furius Medullinus Fusus.
- 463: Publius Servilius Sp.f. P.n. Priscus, Lucius Aebutius T. f. T. n. Helva.
- 462: Lucius Lucretius Tricipitinus, Titus Veturius Geminus Cicurinus.
- 461: Publius Volumnius Gallus Amintinus, Servius (o Publius) Sulpicius Camerinus Cornutus.

### Dècada del 450 aC
- 460: Publius Valerius Publicola, Caius Claudius App. f. M. n. Sabinus Regillensis. Cònsol sufecte: Lucius Quinctius L. f. L. n. Cincinnatus.
- 459: Quintus Fabius M.f. K.n. Vibulanus, Lucius Cornelius Ser.f. P.n. Cossus Maluginensis.
- 458: Caius Nautius Sp. f. Sp. n. Rutilus, Marcus Papirius Carventanus. Cònsol sufecte: Lucius Minucius Esquilinus Augurinus.
- 457: Caius Horatius M. f. M. n. Pulvillus, Quintus Minucius Esquilinus Augurinus.
- 456: Marcus Valerius M'.f. Volusi.n. Lactuca Maximus, Spurius Verginius A. f. A. n. Tricostus Caeliomontanus.
- 455: Titus Romilius Rocus Vaticanus, Gaius Veturius P. f. Geminus Cicurinus.
- 454: Spurius Tarpeius Montanus Capitolinus, Aulus Aternius o Aterius.
- 453: Sextus Quinctilius Sex.f. P.n. Varus, Publius Curiatus (Curiatius) Fistus Trigeminus. Cònsol sufecte: Spurius Furius Medullinus Fusus.
- 452: Titus Menenius Agr.f. Agr.n. Lanatus, Publius Sestius Capitolinus Vaticanus.
- 451: Appius Claudius Crassus, Titus Genucius Augurinus.

### Dècada del 440 aC
- 450: Decemvirs (Decemviri = Decem viri, 'deu homes') van ser els encarregats de redactar les lleis de Roma l'any 451 aC = 303 de la fundació de Roma) i que exercien el poder en lloc dels cònsols): Appius Claudius Crassus, Marcus Cornelius L.f. Ser.n. Maluginensis, Lucius Sergius Esquilinus, Lucius Minucius Esquilinus Augurinus, Quintus Fabius M.f. K.n. Vibulanus, Quintus Poetelius Libo Visolus, Titus Antonius Merenda, Kaeso Duilius Longus, Spurius Oppius Cornicen, Manius Rabuleius.
- 449: Lucius Valerius P.f. Potitus, Marcus Horatius M.f. M.n. Barbatus, els senadors que van expulsar als decemvirs. Van ser els primers cònsols pròpiament dits.
- 448: Spurius (o Lars) Herminius Coritinesanus, Titus Verginius T.f. Tricostus Caeliomontanus.
- 447: Marcus Geganius M.f. Macerinus, Caius Iulius C.f. C.n. Iullus.
- 446: Titus Quinctius L.f. Capitolinus Barbatus, Agrippa Furius Medullinus.
- 445: Marcus Genucius Augurinus, Caius Curtius Philo
- 444: Tribuns amb potestat consular: durant 3 mesos, després Lucius Papirius Cursor Mugillanus i Lucius Sempronius A.f. Atratinus.
- 443: Marcus Geganius M.f. Macerinus, Titus Quinctius Capitolinus Barbatus.
- 442: Marcus Fabius Q.f. M.n. Vibulanus, Postumius Aebutius Helva Cornicen.
- 441: Gaius (Quintus) Furius Pacilus Fusus, Marcus (o Manius) Papirius Crassus.

### Dècada del 430 aC
- 440: Proculus Geganius Macerinus, Lucius Menenius T.f. Agr.n. Lanatus.
- 439: Agrippa Menenius T.f. Agr.n. Lanatus, Titus Quinctius L.f. Capitolinus Barbatus.
- 438: Tribuns amb potestat consular, Titus Livi en menciona tres (Ab Urbe Condita, IV, 16): Mamercus Aemilius M. F. Mamercinus, Lucius Iulius Vop.f. C.n. Iullus i Lucius Quinctius L.f. L.n. Cincinnatus.
- 437: Marcus Geganius M.f. Macerinus, Lucius Sergius C.f. C.n. Fidenas.
- 436: Lucius Papirius Crassus, Marcus Cornelius M.f. Maluginensis.
- 435: Caius Iulius C.f. C.n. Iullus, Lucius (o Gaius) Verginius Tricostus.
- 434: Tribuns amb potestat consular: Servius Cornelius M.f. L.n. Cossus Quintus Sulpicius Camerinus Pretextatus i Marcus Manlius Capitolinus.
- 433: Tribuns amb potestat consular: Marcus Fabius Q.f. M.n. Vibulanus, Lucius Sergius C.f. C.n. Fidenas i Marcus Foslius Flaccinator
- 432: Tribuns amb potestat consular: Lucius Pinarius L.f. P.n. Mamercinus Rufus, Spurius Postumius Sp.f. A.n. Albus Regillensis i Lucius Furius Sp. F. Medullinus Fusus.
- 431: Titus Quinctius L.f. L.n. Poenus Cincinnatus, Caius Iulius Mento.

### Dècada del 420 aC
- 430: Lucius (o Gaius) Papirius Crassus, Lucius Iulius Vop.f. C.n. Iullus.
- 429: Hostus Lucretius L.f. T.n. Triciptinus, Lucius Sergius C.f. C.n. Fidenas.
- 428: Aulus Cornelius M.f. Cossus, Titus Quinctius L.f. L.n. Pennus Cincinnatus.
- 427: Caius Servilius Q.f. C.n. Structus Ahala, Lucius Papirius L.f. L.n. Mugillanus.
- 426: Tribuns amb potestat consular: durant tres anys fins al 424 aC. Titus Quinctius L.f. L.n. Pennus Cincinnatus, Marcus Postumius A.f. A.n. Albinus Regillensis, Gaius Furius Pacilus Fusus i Aulus Cornelius Cossus.
- 425: Tribuns amb potestat consular: Aulus Sempronius Atratinus, Lucius Furius Sp.f. Medullinus Fusus, Lucius Quinctius L.f. L.n. Cincinnatus i Lucius Horatius M.f.M.n. Barbatus.
- 424: Tribuns amb potestat consular: Appius Claudius Crassus, Lucius Sergius C. f. C. n. Fidenas, Spurius Nautius Rutilus i Sextus Julius Julus.
- 423: Caius Sempronius Atratinus, Quintus Fabius Q.f. M.n. Vibulanus.
- 422: Tribuns amb potestat consular: Lucius Manlius Capitolinus, Lucius Papirius L.f. L.n. Mugillanus i Quintus Antonius T.f. Merenda.
- 421: Gnaeus (o Numerius) Fabius Q.f. M.n. Vibulanus i Titus Quinctius T.f. L.n. Capitolinus Barbatus.

### Dècada del 410 aC
- 420: Tribuns amb potestat consular: Lucius Quinctius L.f. L.n. Cincinnatus, Lucius Furius Sp.f. Medullinus, Marcus Manlius A.f. Cn.n. Vulso, Aulus Sempronius Atratinus.
- 419: Tribuns amb potestat consular: Agrippa Menenius T. f. Agr. n. Lanatus, Publius Lucretius L.f. Tricipitinus, Spurius Nautius Rutilus
- 418: Tribuns amb potestat consular: Lucius Sergius C. f. C. n. Fidenas, Marcus Papirius L. F. Mugillanus, Gaius Servilius Q. f. C. n. Structus Ahala
- 417: Tribuns amb potestat consular: Agrippa Menenius Lanatus, Caius Servilius Q. f. C. n. Structus Ahala, Publius Lucretius Tricipitinus, Spurius Veturius Crassus Cicurinus).
- 416: Tribuns amb potestat consular: Aulus Sempronius Atratinus, Marcus Papirius Mugillanus, Spurius Nautius Sp.f. Sp.n. Rutilus i Quintus Fabius Q.f. M.n. Vibulanus.
- 415: Tribuns amb potestat consular: Publius Cornelius A.f. P.n. Cossus, Gaius Valerius Potitus Volusus, Quintus Quinctius L.f. L.n. Cincinnatus, Numerius Fabius Q.f. M.n. Vibulanus.
- 414: Tribuns amb potestat consular: Cnaeus Cornelius A.f. M.n. Cossus, Lucius Valerius L.f. P.n. Potitus, Quintus Fabius Q.f. M.n. Vibulanus, Publius (o Marcus) Postumius A.f. A.n. Albinus Regillensis.
- 413: Aulus Cornelius Cossus, Lucius Furius L.f. Sp.n. Medullinus.
- 412: Quintus Fabius Ambustus Vibulanus, Caius Furius Pacilus.
- 411: Marcus (o Lucius) Papirius L.f. Mugillanus, Spurius Nautius Sp.f. Sp.n. Rutilus.

### Dècada del 400 aC
- 410: Manius Aemilius Mam.f. Mamercinus - Gaius Valerius L.f. Potitus Volusus
- 409: Gnaeus Cornelius A.f. Cossus - Lucius Furius L.f. Medullinus
- 408: Tribuns amb potestat consular durant 15 anys: Gaius Iulius L. F. Vop. N. Iullus, Gaius Servilius Q. f. C. n. Ahala, Publius Cornelius A. F. M. N. Cossus
- 407: Tribuns amb potestat consular: Lucius Furius L.F. Sp. N. Medullinus, Numerius Fabius Q. F. M. N. Vibulanus, Caius Valerius Potitus Volusus
- 406: Tribuns amb potestat consular: Publius Cornelius Rutilus M. f. L. n. Cos, Numerius Fabius M. F. Q. N. Ambustus, Cnaeus Cornelius P. F. A. N. Cossus, Lucius Valerius L. F. P. N. Potitus
- 405: Tribuns amb potestat consular: Titus Quinctius T. f. T. n. Capitolinus Barbatus, Aulus Manlius A. f. Cn. N. Vulso Capitolinus, Quinctus Quinctius L. f. L. n. Cincinnatus, Lucius Furius L.F. Sp. N. Medullinus
- 404: Tribuns amb potestat consular: Caius Valerius Potitus Volusus, Cnaeus Cornelius P. F. A. N. Cossus, Manius Sergius C. f. C. n. Fidenas, Kaeso Fabius M. f. Q. n. Ambustus)
- 403: Tribuns amb potestat consular: Mamercus Aemilius Mam. F. M. N. Mamercinus, Marcus Quinctilius L. f. L. n. Varus, Lucius Valerius L. F. P. N. Potitus, Lucius Julius Julus, Appius Claudius App. f. App. n. Crassus, Marcus Furius Fusus
- 402: Tribuns amb potestat consular: Gaius Servilius Q. f. C. n. Ahala, Quintus Sulpicius Ser. F. Ser. N. Camerinus Cornutus, Quintus Servilius Q. f. P. n. Fidenas, Aulus Manlius A. f. Cn. N. Vulso Capitolinus, Lucius Verginius Tricostus Esquilinus, Manius Sergius C. f. C. n. Fidenas
- 401: Tribuns amb potestat consular: Marcus Furius Camillus, Lucius Valerius L. F. P. N. Potitus, Cnaeus Cornelius P. F. A. N. Cossus, Marcus Furius Camillus, Kaeso Fabius M. f. Q. n. Ambustus, Mamercus Aemilius Mam. F. M. N. Mamercinus, Lucius Julius L. F. Vopiscus N. Julus

## Segle IV aC

### Dècada del 390 aC
- 400: Tribuns amb potestat consular: Publius Licinius Calvus Esquilinus, Publius Maelius Capitolinus, Publius Manlius M. f. Cn. n. Vulso i Spurius Furius L. F. Sp. N. Medullinus.
- 399: Tribuns amb potestat consular: Cnaeus Genucius Augurinus, Caius Duilius Longus, Lucius Atilius i Marcus Veturius TI. F. SP. N. Crassus Cicurinus.
- 398: Tribuns amb potestat consular: Lucius Valerius L. F. P. N. Potitus, Lucius Furius L.F. Sp. N. Medullinus, Marcus Valerius M. F. M. N. Lactucinus Maximus, Quintus Servilius Q. f. P. n. Fidenas, Marcus Furius Camillus i Quintus Sulpicius Ser. F. Ser. N. Camerinus Cornutus.
- 397: Tribuns amb potestat consular: Lucius Julius L. F. Vopiscus N. Julus, Aulus Postumius Albinus Regillensis, Lucius Furius L.F. Sp. N. Medullinus, Publius Cornelius P. F. M. N. Maluginensis.
- 396: Tribuns amb potestat consular: Lucius Titinius Pansa Saccus, Quintus Manlius A.f. Vulso Capitolinus, Publius Licinius Calvus Esquilinus, Cnaeus Genucius Augurinus, Publius Maelius Capitolinus, Lucius Atilius. Dictador: Marcus Furius Camillus, magister equitum: Publius Cornelius P. F. M. N. Maluginensis.
- 395: Tribuns amb potestat consular: Publius Cornelius Maluginensis Cossus, Lucius Furius L.F. Sp. N. Medullinus, Publius Cornelius Scipio, Quintus Servilius Q. f. P. n. Fidenas, Kaeso Fabius M. f. Q. n. Ambustus, Marcus Valerius M. F. M. N. Lactucinus Maximus.
- 394: Tribuns amb potestat consular: Marcus Furius Camillus, Lucius Valerius Volusi f. Publicola, Lucius Furius L.f. Sp.n. Medullinus, Spurius Postumius Albinus Regillensis, Caius Aemilius Tib.f. Tib.n. Mamercinus, Publius Cornelius Scipio.
- 393: Lucius Valerius L.f. P.n. Potitus, Publius (o Servius) Cornelius Maluginensis Cossus. Cònsols sufectes: Lucius Lucretius Flavus Tricipitinus, Servius Sulpicius Q.f. Ser.n. Camerinus.
- 392: Lucius Valerius L.f. P.n. Potitus, Marcus Manlius T.f. A.n. Capitolinus.
- 391: Tribuns amb potestat consular: Lucius Lucretius Flavus Triciptinus, Lucius Furius L.F. Sp. N. Medullinus, Servius Sulpicius Q. F. Ser. N. Camerinus, Agrippa Furius Fusus, Lucius Aemilius Mam. F. M. N. Mamercinus i Caius Aemilius Tib. F. Tib. N. Mamercinus.

### Dècada del 380 aC
- 390: Tribuns amb potestat consular: Quintus Fabius M.f. Q.n. Ambustus, Quintus Sulpicius Longus, Kaeso Fabius M.f. Q.n. Ambustus, Quintus Servilius Q.f. P.n. Fidenas, Numerius Fabius M.f. Q.n. Ambustus i Publius Cornelius P.f. M.n. Maluginensis. Dictador: Marcus Furius Camillus, magister equitum: Lucius Valerius L. F. P. N. Potitus.
- 389: Tribuns amb potestat consular: Lucius Valerius Volusi f. Publicola, Aulus Manlius A.f. A.n. Capitolinus, Lucius Virginius Tricostus, Lucius Aemilius Mam.f. M.n. Mamercinus, Publius Cornelius i Lucius Postumius Albinus Regillensis. Dictador: Marcus Furius Camillus. Magister equitum: Gaius Servilius Ahala.
- 388: Tribuns amb potestat consular Titus Quinctius T.f. L.n. Cincinnatus Capitolinus, Quintus Servilius Q.f. P.n. Fidenas, Lucius Julius Julus, Lucius Aquillius Corvus, Lucius Lucretius Flavus Triciptinus i Servius Sulpicius Rufus.
- 387: Tribuns amb potestat consular: Gaius Sergius Fidenas, Lucius Aemilius Mam.f. M.n. Mamercinus, Lucius Papirius Cursor, Lucius Menenius Lanatus, Lucius Valerius Volusi F. Publicola.
- 386: Tribuns amb potestat consular: Marcus Furius Camillus, Servius Cornelius P.f. M.n. Maluginensis, Quintus Servilius Q.f. P.n. Fidenas, Lucius Quinctius L.f. L.n. Cincinnatus, Lucius Horatius Pulvillus, Publius Valerius L.f. L.n. Potitus Publicola.
- 385: Tribuns amb potestat consular: Aulus Manlius A.f. A.n. Capitolinus, Publius Cornelius, Titus Quinctius T.f. L.n. Cincinnatus Capitolinus, Lucius Papirius Cursor, Lucius Quinctius L.f. L.n. Cincinnatus, Gaius Sergius Fidenas. Dictador: Aulus Cornelius Cossus. Magister equitum: Titus Quinctius T. f. L. n. Cincinnatus Capitolinus.
- 384: Tribuns amb potestat consular: Servius Cornelius P.f. M.n. Maluginensis, Publius Valerius L.f. L.n. Potitus Publicola, Marcus Furius Camillus, Servius Sulpicius Rufus, Caius Papirius Crassus, Titus Quinctius T.f. L.n. Cincinnatus Capitolinus.
- 383: Tribuns amb potestat consular: Lucius Valerius Volusi f. Publicola, Aulus Manlius A.f. A.n. Capitolinus, Servius Sulpicius Rufus, Lucius Lucretius Flavus Triciptinus, Lucius Aemilius Mam.f. M.n. Mamercinus, Marcus Trebonius.
- 382. Tribuns amb potestat consular: Lucius Papirius Crassus, Servius Cornelius P.f. M.n. Maluginensis, Spurius Papirius Crassus, Quintus Servilius Q.f. Q.n. Fidenas, Caius Sulpicius Camerinus, Lucius Aemilius Mam.f. M.n. Mamercinus.
- 381: Tribuns amb potestat consular: Marcus Furius Camillus, Aulus Postumius Albinus Regillensis, Lucius Postumius Albinus Regillensis, Lucius Furius Sp.f. L.n. Medullinus, Lucius Lucretius Flavus Triciptinus, Marcus Fabius K.f. M.n. Ambustus.

### Dècada del 370 aC
- 380. Tribuns amb potestat consular: Lucius Valerius Volusi F. Publicola, Publius Valerius L. F. L. N. Potitus Publicola, Servius Cornelius P. F. M. N. Maluginensis, Lucius Menenius Lanatus, Caius Sulpicius Peticus, Lucius Aemilius Mam. F. M. N. Mamercinus. Dictador: Titus Quinctius T. f. L. n. Cincinnatus Capitolinus. Magister equitum: Aulus Sempronius Atratinus.
- 379. Tribuns amb potestat consular: Publius Manlius A. F. A. N. Capitolinus, Cnaeus Manlius Vulso, Lucius Julius Julus, Caius Sextilius, Marcus Albinius, Lucius Antistius, Publius Trebonius, Caius Erenucius.
- 378. Tribuns amb potestat consular: Quintus Servilius Q. f. Q. n. Fidenas, Spurius Furius Sp. F. L. N. Medullinus, Lucius Menenius Lanatus, Publius Cloelius Siculus, Marcus Horatius M. f. Pulvillus, Lucius Geganius Macerinus.
- 377. Tribuns amb potestat consular: Lucius Aemilius Mam. F. M. N. Mamercinus, Publius Valerius L. F. L. N. Potitus Publicola, Caius Veturius Crassus Cicurinus, Servius Sulpicius Pretextatus, Lucius Quinctius L. f. L. n. Cincinnatus, Gaius Quinctius Cincinnatus.
- 376. Tribuns amb potestat consular: Lucius Papirius Crassus, Lucius Menenius Lanatus, Servius Cornelius P. F. M. N. Maluginensis, Servius Sulpicius Pretextatus.

De l'any 375 aC al 371 aC no hi van haver magistrats curuls. Els tribuns de la plebs Gai Licini Calvus Estoló i Luci Sexti Sextí Laterà van presentar unes propostes legislatives favorable als plebeus, les Lleis Liciniae-Sextiae, que van trobar una resistència violenta per part dels patricis. Aquests, amb la col·laboració d'altres tribuns de la plebs, van aconseguir oposar-se a les propostes dels dos tribuns, Licini i Sexti, que, en represàlia per les polítiques conservadores dels patricis i utilitzant el dret de veto que tenien els tribuns plebeus, van impedir, durant cinc anys consecutius, l'elecció dels tribuns consulars. Van ser tribuns de la plebs des del 376 aC fins al 367 aC. Luci Sexti Sextí Laterà va ser l'any 366 aC. el primer cònsol plebeu.

### Dècada del 360 aC
- 370: Tribuns amb potestat consular: Aulus Manlius A.f. A.n. Capitolinus, Lucius Furius Sp.f. L.n. Medullinus, Servius Sulpicius Pretextatus, Servius Cornelius P.f. M.n. Maluginensis, Caius Valerius Potitus, Publius Valerius L.f. L.n. Potitus Publicola.
- 369: Tribuns amb potestat consular: Quintus Servilius Q.f. Q.n. Fidenas, Caius Veturius Crassus Cicurinus, Aulus Cornelius Cossus, Marcus Cornelius P.f. M.n. Maluginensis, Quintus Quinctius Cincinnatus, Marcus Fabius K.f. M.n. Ambustus.
- 368: Tribuns amb potestat consular: Servius Cornelius P.f. M.n. Maluginensis, Servius Sulpicius Pretextatus, Spurius Servilius Structus, Titus Quinctius Cincinnatus Capitolinus, Lucius Papirius Crassus, Lucius Veturius L.f. SP.n. Crassus Cicurinus.
- 367: Tribuns amb potestat consular: Publius Manlius A. f. A. n. Capitolinus, Aulus Cornelius Cossus, Publius Valerius L. f. L. n. Potitus Publicola, Marcus Cornelius P. f. M. n. Maluginensis, Lucius Veturius L. f. SP. n. Crassus Cicurinus i Marcus Geganius Macerinus.
- 366: Cònsols: Lucius Aemilius L.f. Mam.n. Mamercinus, Lucius Sextius Sex.f. N.n. Sextinus Lateranus. El consolat es va restaurar per les leges Liciniae-Sextiae.
- 365: Lucius Genucius M.f. Aventinensis, Quintus Servilius Q.f. Q.n. Ahala.
- 364: Caius Sulpicius M.f. Peticus, Caius Licinius C.f. Calvus Stolo.
- 363: Gnaeus Genucius M.f. Aventinensis, Lucius Aemilius Mamercinus.
- 362: Lucius Genucius M.f. Aventinensis, Quintus Servilius Q.f. Q.n. Ahala.
- 361: Caius Licinius C.f. Calvus Stolo, Gaius Sulpicius Peticus.

### Dècada del 350 aC
- 360: Marcus Fabius N.f. M.n. Ambustus, Caius Poetelius C.f. Q.n. Libo Visolus.
- 359: Marcus Popillius M.f. C.n. Laenas, Gnaeus Manlius L.f. A.n. Capitolinus Imperiosus.
- 358: Gaius Fabius C.f. M.n. Ambustus, Gaius Plautius P.f. Proculus.
- 357: Gaius Marcius L.f. C.n. Rutilus, Gnaeus Manlius L.f. Capitolinus Imperiosus.
- 356: Marcus Fabius N.f. M.n. Ambustus, Marcus Popillius M.f. C.n. Laenas.
- 355: Caius Sulpicius M.f. Peticus, Marcus Valerius L.f. Poplicola.
- 354: Marcus Fabius N.f. M.n. Ambustus, Titus Quinctius T.f. T.n. Poenus Capitolinus Crispinus.
- 353: Gaius Sulpicius M.f. Peticus, Marcus Valerius L.f. Poplicola.
- 352: Publius Valerius P.f. Poplicola, Gaius Marcius L.f. C.n. Rutilus.
- 351 Gaius Sulpicius M.f. Peticus, Titus Quinctius T.f. T.n. Poenus Capitolinus Crispinus.

### Dècada del 340 aC
- 350: Marcus Popillius M.f. C.n. Laenas, Lucius Cornelius P.f. Scipio.
- 349: Lucius Furius M.f. Camillus, Appius Claudius P.f. App.n. Crassus.
- 348: Marcus Valerius M.f. Maximus Corvus, Marcus Popillius M.f. C.n. Laenas.
- 347: Gaius Plautius Vennox (o Venno) Hypsaeus, Titus Manlius L.f. A.n. Imperiosus Torquatus.
- 346: Marcus Valerius M.f. Maximus Corvus, Gaius Poetelius C.f. Q.n. Libo Visolus.
- 345: Marcus Fabius Dorsuo, Servius Sulpicius Camerinus Rufus.
- 344: Gaius Marcius L.f. C.n. Rutilus, Titus Manlius L.f. A.n. Imperiosus Torquatus.
- 343: Marcus Valerius M.f. Maximus Corvus, Aulus Cornelius P.f. Cossus Arvina.
- 342: Quintus Servilius Q.f. Ahala, Gaius Marcius L.f. C.n. Rutilus.
- 341: Gaius Plautius Venox (Venno) Hypsaeus, Lucius Aemilius Mamercinus Privernas.

### Dècada del 330 aC
- 340 Titus Manlius L.f. A.n. Imperiosus Torquatus, Publius Decius Q.f. Mus.
- 339: Tiberius Aemilius Tib.f Tib.n. Mamercinus, Quintus Publilius Q.f. Q.n. Philo.
- 338: Lucius Furius Sp.f. M.n. Camillus, Gaius Maenius P.f P.n..
- 337: Caius Sulpicius Ser.f. Q.n. Longus, Publius Aelius Paetus.
- 336: Lucius Papirius L.f. Crassus, Kaeso (Gaius) Duillius
- 335: Marcus Atilius Regulus Calenus, Marcus Valerius M.f. Maximus Corvus.
- 334: Spurius Postumius Albinus Caudinus, Titus Veturius Calvinus.
- 333: Dictador: Publius Cornelius Rufinus. Magister equitum: Marcus Antonius.
- 332: Gnaeus Domitius Cn.f. Calvinus, Aulus Cornelius P.f. Cossus Arvina.
- 331: Gaius Valerius L.f. Potitus Flaccus, Marcus Claudius C.f. Marcellus.

### Dècada del 320 aC
- 330: Lucius Papirius L.f. Crassus, Lucius Plautius Venno.
- 329: Lucius Aemilius L.f. L.n. Mamercinus Privernas, Gaius Plautius Decianus.
- 328: Publius Plautius Proculus, Publius Cornelius Scapula.
- 327: Lucius Cornelius L.f. Lentulus, Quintus Publilius Q.f. Q.n. Philo. Dictador: Marcus Claudius Marcellus. Magister equitum: Spurius Postumius Albinus Caudinus.
- 326: Caius Poetelius C.f. Q.n. Libo Visolus, Lucius Papirius Cursor Mugillanus.
- 325: Lucius Furius Sp.f. M.n. Camillus, Decimus Iunius Brutus Scaeva.
- 324: Dictador: Lucius Papirius Cursor Mugillanus. Magister equitum: Quintus Fabius M.f. N.n. Maximus Rullianus.
- 323: Caius Sulpicius Ser.f. Q.n. Longus, Quintus Aulius Cerretanus.
- 322: Quintus Fabius M.f. N.n. Maximus Rullianus, Lucius Fulvius Curius.
- 321: Titus Veturius Calvinus, Spurius Postumius Albinus Caudinus. Dictador: Quintus Fabius Q.f. Q.n. Ambustus. Magister equitum: Publius Aelius Paetus.

### Dècada del 310 aC
- 320: Lucius Papirius Sp.f. Cursor, Quintus Publilius Q.f. Philo.
- 319: Lucius Papirius Sp.f. Cursor, Quintus Aulius Q.f. Cerretanus.
- 318: Lucius Plautius L.f. Venno, Marcus Foslius C.f. Flaccinator.
- 317: Quintus Aemilius Q.f. Barbula, Caius Iunius C.f. Bubulcus Brutus.
- 316: Spurius Nautius Sp.f. Sp. n. Rutilus, Marcus Popillius M.f. M.n. Laenas. Dictador: Lucius Aemilius L.f. L.n. Mamercinus Privernas. Magister equitum: Marcus (o Lucius) Fulvius Curvus.
- 315: Lucius Papirius Sp.f. Cursor Mugillanus, Quintus Publilius Q.f.Q.n. Philo. Dictador: Quintus Fabius M.f. N.n. Maximus Rullianus. Magister equitum: Quintus Aulius Cerretanus.
- 314: Marcus Poetelius M. f. M. n. Libo Visolus, Gaius Sulpicius Ser.f. Q.n. Longus. Dictador: Caius Maenius P.f. P.n. Magister equitum: Marcus Foslius Flaccinator.
- 313: Lucius Papirius Sp.f. Cursor Mugillanus, Caius Iunius C.f. Bubulcus Brutus. Dictador:  Caius Poetelius C.f. Q.n. Libo Visolus. Magister equitum: Marcus Foslius Flaccinator.
- 312: Marcus Valerius M. f. M n. Maximus, Publius Decius P.f. Mus. Dictador: Caius Sulpicius Ser. f. Q. n. Longus. Magister equitum: Gaius Iunius C. f. C. n. Bubulcus Brutus.
- 311: Gaius Iunius C.f. C.n. Bubulcus Brutus, Quintus Aemilius Q.f. L.n. Barbula.

### Dècada del 300 aC
- 310: Quintus Fabius Maximus Rullianus, Gaius Marcius C.f. L.n. Rutilus Censorinus.
- 309: Dictador: Lucius Papirius Cursor Mugillanus, Magister equitum: Gaius Iunius C. f. C. n. Bubulcus Brutus.
- 308: Publius Decius P.f. Mus, Quintus Fabius Maximus Rullianus.
- 307: Appius Claudius C.f. Ap.n. Caecus, Lucius Volumnius C.f. Flamma Violens.
- 306: Quintus Marcius Q.f. Tremulus, Publius Cornelius A.f. Arvina. Dictador: Publius Cornelius Scipio Barbatus. Magister equitum: Publius Decius Mus.
- 305: Lucius Postumius L.f.Sp.n. Megellus, Tiberius Minucius M.f. Augurinus. Cònsol sufecte: Marcus Fulvius L.f. Curvus Paetinus.
- 304: Publius Sempronius P.f. Sophus, Publius Sulpicius Ser.f. Saverrio.
- 303: Servius Cornelius Cn.f. Cn.n. Lentulus, Lucius Genucius Aventinensis.
- 302: Marcus Livius Denter, Marcus Aemilius L.f. Paullus. Dictador: Gaius Iunius C.f. C.n. Bubulcus Brutus. Magister equitum: Marcus Titinius.
- 301: Dictador: Marcus Valerius Maximus Corvus. Magister equitum: Marcus Aemilius L.f. Paullus.

## Segle III aC

### Dècada del 290 aC
- 300: Marcus Valerius M.f. Corvus, Quintus Appuleius Pansa.
- 299: Marcus Fulvius Cn.f. Paetinus, Titus Manlius T.f. Torquatus. Cònsol sufecte: Marcus Valerius M.f. Corvus.
- 298: Lucius Cornelius Cn.f. Scipio Barbatus, Gnaeus Fulvius Cn.f.Cn.n. Maximus Centumalus.
- 297: Quintus Fabius Maximus Rullianus, Publius Decius P.f. Mus.
- 296: Appius Claudius C.f. Ap.n. Caecus, Lucius Volumnius C.f. Flamma Violens.
- 295: Quintus Fabius Maximus Rullianus, Publius Decius P.f. Mus.
- 294: Lucius Postumius L.f. Sp.n. Megellus, Marcus Atilius M.f. Regulus.
- 293: Lucius Papirius L.f. Cursor, Spurius Carvilius C.f. C.n. Maximus.
- 292: Quintus Fabius Q.f. M.n. Maximus Gurges, Decimus Iunius D.f. Brutus Scaeva.
- 291: Lucius Postumius L.f. Sp.n. Megellus, Gaius Iunius C.f. C.n. Bubulcus Brutus.

### Dècada del 280 aC
- 290: Manius Curius Dentatus, Publius Cornelius P.f. Rufinus.
- 289: Marcus Valerius M.f. M.n. Maximus Corvinus, Quintus Caedicius Q.f. Noctua.
- 288: Quintus Marcius Q.f. Tremulus, Publius Cornelius A.f. Arvina.
- 287: Marcus Claudius M.f. Marcellus, Gaius Nautius Sp.f. Sp.n. Rutilus.
- 286: Marcus Valerius Maximus Potitus, Gaius Aelius Paetus.
- 285: Gaius Claudius M.f. Canina, Marcus Aemilius Lepidus.
- 284: Gaius Servilius Tucca, Lucius Caecilius Denter. Cònsol sufecte: Manius Curius Dentatus.
- 283: Publius Cornelius Dolabella Maximus, Gnaeus Domitius Cn.f. Calvinus Maximus.
- 282: Gaius Fabricius C.f C.n. Luscinus, Quintus Aemilius Cn.f. Papus.
- 281: Lucius Aemilius Q.f. Q.n. Barbula, Quintus Marcius Q.f. Q.n. Philippus.

### Dècada del 270 aC
- 280: Publius Valerius Laevinus, Tiberius Coruncanius.
- 279: Publius Sulpicius P.f. Ser.n. Saverrio, Publius Decius P.f. Mus.
- 278: Caius Fabricius Luscinus, Quintus Aemilius Cn.f. Papus.
- 277: Publius Cornelius P.f. Rufinus, Gaius Iunius C.f. Bubulcus Brutus.
- 276: Quintus Fabius Q.f. Maximus Gurges, Caius Genucius L.f. Clepsina.
- 275: Manius Curius Dentatus, Lucius Cornelius Ti.f L.n. Lentulus.
- 274: Manius Curius Dentatus, Servius Cornelius P.f. Merenda.
- 273: Caius Fabius M.f. Dorso Licinus, Caius Claudius M.f. Canina.
- 272: Lucius Papirius L.f. Cursor, Spurius Carvilius C.f. C.n. Maximus.
- 271: Caius (o Kaeso) Quinctius L.f. Claudus, Lucius Genucius L.f. Clepsina.

### Dècada del 260 aC
- 270: Caius Genucius L.f. Clepsina, Gnaeus Cornelius L.f. Cn.n. Blasio.
- 269: Quintus Ogulnius L.f. Q.n. Gallus, Caius Fabius C.f. Pictor.
- 268: Publius Sempronius P.f. Sophus, Appius Claudius App.f. C.n. Russus.
- 267: Marcus Atilius M.f. L.n. Regulus, Lucius Iulius L.f. Libo.
- 266: Decimus Iunius D.f. D.n. Pera, Numerius Fabius C.f. Pictor.
- 265: Quintus Fabius Q.f. M.n. Maximus Gurges, Lucius Mamilius Q.f. M.n. Vitulus.
- 264: Appius Claudius C.f. App.n. Caudex, Marcus Fulvius Q.f. M.n. Flaccus.
- 263: Manius Octacilius C.f. Crassus, Manius Valerius M.f. M.n. Maximus Corvinus Messalla.
- 262: Lucius Postumius (Albinus) L.f. L.n. Megellus, Quintus Mamilius Q.f. M.n. Vitulus.
- 261: Lucius Valerius M.f. L.n. Flaccus, Titus Otacilius C.f. Crassus.

### Dècada del 250 aC
- 260: Gnaeus Cornelius Scipio Asina, Gaius Duilius.
- 259. Lucius Cornelius Scipio, Caius Aquillius M.f. C.n. Florus.
- 258: Aulus Atilius A.f. Calatinus, Caius Sulpicius Q.f. Paterculus.
- 257: Caius Atilius M.f. M.n. Regulus Serranus, Gnaeus Cornelius L.f. Cn.n. Blasio.
- 256: Lucius Manlius A.f. P.n. Vulso Longus, Quintus Caedicius Q.f. Q.n. Cònsol sufecte: Marcus Atilius M.f. L.n. Regulus.
- 255: Marcus Aemilius M.f. L.n. Paullus, Servius Fulvius M.f. M.n. Paetinus Nobilior.
- 254: Gnaeus Cornelius Scipio Asina, Aulus Atilius A.f. Calatinus.
- 253: Gnaeus Servilius Cn.f. Cn.n Caepio, Caius Sempronius Ti.f. Blaesus.
- 252: Caius Aurelius L.f. Cotta, Publius Servilius Q.f. Cn.n. Geminus.
- 251: Lucius Caecilius L.f. C.n. Metellus, Gaius Furius Pacilus.

### Dècada del 240 aC
- 250: Gaius Atilius M.f. M.n. Regulus Serranus, Lucius Manlius A.f. P.n. Vulso Longus.
- 249: Publius Claudius App.f. C.n Pulcher, Lucius Iunius C.f. C.n. Pullus. Dictador: Aulus Atilius Calatinus.
- 248: Gaius Aurelius L.f. Cotta, Publius Servilius Q.f. Cn.n. Geminus.
- 247: Lucius Caecilius L.f. C.n. Metellus, Numerius (Marcus) Fabius M.f. M.n. Buteo.
- 246: Manius Otacilius C.f. Crassus, Marcus Fabius C.f. Dorsuo Licinus.
- 245: Marcus Fabius M.f. M.n. Buteo, Caius Atilius A.f. Bulbus.
- 244: Aulus Manlius T.f. Torquatus Atticus , Gaius Sempronius Ti.f. Blaesus.
- 243 Caius Fundanius C.f. Fundulus, Caius Sulpicius C.f. Galus.
- 242: Caius Lutatius C.f. Catulus, Aulus Postumius A.f. Albinus.
- 241: Aulus Manlius T.f. T.n. Torquatus Atticus, Quintus Lutatius C. f. C.n. Cerco.

### Dècada del 230 aC
- 240: Gaius Claudius App.f. C.n. Centho, Marcus Sempronius C.f. M.n. Tuditanus.
- 239: Gaius Mamilius Q.f. Q.n. Turrinus, Quintus Valerius Q.f. P.n. Falto.
- 238: Tiberius Sempronius Ti.f. C.n. Gracchus, Publius Valerius Q.f. P.n. Falto.
- 237: Lucius Cornelius L.f. Ti.n. Lentulus Caudinus, Quintus Fulvius M.f. Flaccus.
- 236: Publius Cornelius L.f. Ti.n. Lentulus Caudinus, Gaius Licinius P.f. P.n. Varus.
- 235: Titus Manlius T.f. T.n. Torquatus, Gaius Atilius A.f. Bulbus.
- 234: Lucius Postumius A.f. A.n. Albinus, Spurius Carvilius Sp.f. C.n. Maximus Ruga.
- 233: Quintus Fabius Q.f. Maximus Verrucosus, Manius Pomponius M'.f. M.n. Matho.
- 232: Marcus Aemilius M.f. M.n. Lepidus, Marcus Publicius L.f. L.n. Malleolus.
- 231: Marcus Pomponius M'.f. M'.n. Matho, Gaius Papirius C.f. L.n. Maso.

### Dècada del 220 aC
- 230: Marcus Aemilius L.f. Q.n. Barbula, Marcus Iunius D.f. D.n. Pera.
- 229: Lucius Postumius A.f. A.n. Albinus, Gnaeus Fulvius Cn.f. Cn.n. Centumalus.
- 228: Spurius Carvilius Sp.f. C.n. Maximus Ruga, Quintus Fabius Q.f. Maximus Verrucosus.
- 227: Publius Valerius L.f. M.n. Flaccus, Marcus Atilius M.f. M.n. Regulus.
- 226: Marcus Valerius M'.f. M.n. Messala, Lucius Apustius L.f. C.n. Fullo.
- 225: Lucius Aemilius Q.f. Cn.n. Papus, Caius Atilius M.f. M.n. Regulus.
- 224: Titus Manlius T.f. T.n. Torquatus, Quintus Fulvius M.f. Q.n. Flaccus.
- 223: Caius Flaminius C.f., Publius Furius Sp.f. M.n. Philus.
- 222: Gnaeus Cornelius Scipio Calvus, Marcus Claudius M.f. M.n. Marcellus.
- 221: Publius Cornelius Cn.f. Scipio Asina, Marcus Minucius C.f. Rufus. Cònsol sufecte: Marcus Aemilius M.f. M.n. Lepidus.

### Dècada del 210 aC
- 220: Lucius Veturius L. f. Postumus n. Philo, Caius Lutatius Catulus. Cònsols sufectes (?): Marcus Valerius Laevinus, Quintus Mucius Scaevola.
- 219: Lucius Aemilius M.f. M.n. Paulus, Marcus Livius M.f. M.n. Salinator.
- 218: Publius Cornelius L.f. Scipio, Tiberius Sempronius C.f. C.n. Longus.
- 217: Gnaeus Servilius P.f. Q.n. Geminus, Caius Flaminius C.f.. Cònsol sufecte: Marcus Atilius M.f. Regulus. Dictador: Quintus Fabius Maximus Verrucosus. Magister equitum: Marcus Minucius Rufus.
- 216: Lucius Aemilius Paullus, Gaius Terentius C.f. Varro. Dictador: Marcus Junius D.f. D.n. Pera. Magister equitum: Tiberius Sempronius TIB.f. C.n. Gracchus. Dictador: Marcus Fabius M.p. M.n. Buteo, sense magister equitum.
- 215: Tiberius Sempronius Ti.f. C.n. Gracchus, Lucius Postumius A.f. A.n. Albinus. Cònsols sufectes: Marcus Claudius M.f. M.n. Marcellus (va renunciar). Quintus Fabius Q.f. Maximus Verrucosus.
- 214: Quintus Fabius Q.f. Maximus Verrucosus, Marcus Claudius M.f. M.n. Marcellus.
- 213. Quintus Fabius Q.f. Q.n. Maximus, Tiberius Sempronius Ti.f. C.n. Gracchus. Dictador: Caius Claudius App. f. C. n. Centho. Magister equitum: Quintus Fulvius M.f. Q.n. Flaccus.
- 212: Appius Claudius P.f. App. n. Pulcher, Quintus Fulvius M.f. Q.n. Flaccus.
- 211: Publius Sulpicius Ser.f. P.n. Galba Maximus, Gnaeus Fulvius Cn.f. Cn.n. Centumalus.

### Dècada del 200 aC
- 210: Marcus Valerius P.f. Laevinus, Marcus Claudius M.f. Marcellus. Dictador: Quintus Fulvius M.f. Q.n. Flaccus. Magister equitum: Publius Licinius P.f. P.n. Crassus Dives.
- 209: Quintus Fabius Q.f. Maximus Verrucosus, Quintus Fulvius M.f. Flaccus.
- 208: Marcus Claudius M.f. M.n. Marcellus, Titus Quinctius L.f. L.n. Crispinus. Dictador: Titus Manlius T.f. T.n. Torquatus Atticus.
- 207: Caius Claudius Ti.f. Nero, Marcus Livius M.f. M.n. Salinator.
- 206. Quintus Caecilius L.f. L.n. Metellus, Lucius Veturius L.f. L.n. Philo.
- 205: Publius Cornelius Scipio Africanus Major, Publius Licinius P.f. P.n. Crassus Dives.
- 204: Marcus Cornelius M.f. M.n. Cethegus, Publius Sempronius C.f. Tuditanus.
- 203: Gnaeus Servilius Cn.f. Cn.n. Caepio, Caius Servilius C.f. P.n. Geminus.
- 202: Tiberius Claudius P.f. Nero, Marcus Servilius C.f. P.n. Palex Geminus.
- 201: Gnaeus Cornelius L.f. L.n. Lentulus, Publius Aelius Q.f. Paetus.

## Segle II aC

### Dècada del 190 aC
- 200: Publius Sulpicius Ser.f. P.n. Galba Maximus, Caius Aurelius C.f. Cotta.
- 199: Lucius Cornelius L.f. L.n. Lentulus, Publius Villius Ti.f. Tappulus.
- 198: Titus Quinctius T.f. L.n. Flamininus, Sextus Aelius Q.f. Paetus.
- 197: Caius Cornelius L.f. M.n. Cethegus, Quintus Minucius C.f. C.n. Rufus.
- 196: Lucius Furius Sp.f. Purpureo, Marcus Claudius M.f. M.n. Marcellus.
- 195: Marcus Porcius M.f. M.n. Cato, Lucius Valerius P.f. L.n. Flaccus.
- 194: Publius Cornelius P.f. Scipio Africanus, Tiberius Sempronius Ti.f. C.n. Longus.
- 193: Lucius Cornelius L.f. Merula, Quintus Minucius Q.f. L.n. Thermus.
- 192: Lucius Quinctius T.f. L.n. Flamininus, Gnaeus Domitius L.f. L.n. Ahenobarbus.
- 191: Manius Acilius C.f. L.n. Glabrio, Publius Cornelius Cn.f. Scipio Nasica.

### Dècada del 180 aC
- 190: Lucius Cornelius P.f. Scipio Asiaticus, Caius Laelius C.f.
- 189: Gnaeus Manlius Cn.f. L.n. Vulso, Marcus Fulvius M.f. Ser.n. Nobilior.
- 188: Caius Livius M.f. Salinator, Marcus Valerius M.f. M'.n. Messalla.
- 187: Marcus Aemilius M.f. M.n. Lepidus, Caius Flaminius C.f..
- 186: Spurius Postumius L.f. A.n. Albinus, Quintus Marcius L.f. Q.n. Philippus.
- 185: Appius Claudius Ap.f. P.n. Pulcher, Marcus Sempronius M.f. C.n. Tuditanus.
- 184: Publius Claudius App.f. P.n. Pulcher, Lucius Porcius L.f. Licinus.
- 183: Quintus Fabius Q.f. Labeo, Marcus Claudius M.f. M.n. Marcellus.
- 182: Lucius Aemilius L.f. M.n. Paullus Macedonicus, Gnaeus Baebius Q.f. Tamphilus.
- 181: Publius Cornelius L.f. P.n. Cethegus, Marcus Baebius Q.f. Tamphilus.

### Dècada del 170 aC
- 180: Aulus Postumius A.f. A.n. Albinus, Caius Calpurnius C.f. C.n. Piso. Cònsol sufecte: Quintus Fulvius Cn.f. Flaccus.
- 179: Lucius Manlius L.f. Acidinus Fulvianus, Quintus Fulvius Cn.f. Flaccus.
- 178: Marcus Iunius M.f. L.n. Brutus, Aulus Manlius Cn.f. L.n. Vulso.
- 177: Caius Claudius App.f. P.n. Pulcher, Tiberius Sempronius P.f. Ti.n. Gracchus.
- 176. Gnaeus Cornelius Cn.f. Scipio Hispallus, Quintus Petillius Spurinus . Cònsol sufecte: Caius Valerius M.f. Laevinus.
- 175: Publius Mucius Q.f. Scaevola, Marcus Aemilius M.f. M.n. Lepidus.
- 174: Spurius Postumius A.f. A.n. Albinus Paullulus, Quintus Mucius Q.f. Scaevola.
- 173. Lucius Postumius A.f. A.n. Albinus, Marcus Popillius P.f. P.n. Laenas.
- 172: Gaius Popillius P.f. P.n. Laenas, Publius Aelius P.f. Ligus.
- 171: Publius Licinius C.f. P.n. Crassus, Caius Cassius C.f. C.n. Longinus.

### Dècada del 160 aC
- 170: Aulus Hostilius L.f. A.n. Mancinus, Aulus Atilius C.f. Serranus.
- 169: Quintus Marcius L.f. Q.n. Philippus , Cnaeus Servilius Cn.f. Cn.n. Caepio.
- 168: Lucius Aemilius L.f. M.n. Paullus Macedonicus, Gaius Licinius C.f. P.n. Crassus.
- 167: Quintus Aelius P.f. Q.n. Paetus, Marcus Junius M-f. M.n. Pennus.
- 166: Caius Sulpicius C.f. C.n. Gallus, Marcus Claudius M.f. M.n. Marcellus.
- 165: Tiberius (Titus) Manlius A.f T.n. Torquatus, Cnaeus Octavius.
- 164: Aulus Manlius A.f. T.n. Torquatus, Quintus Cassius L.f. Q.n. Longinus.
- 163: Tiberius Sempronius P.f. Ti.n. Gracchus, Marcus (o Manius) Juventius L.f. T.n. Thalna.
- 162: Publius Cornelius Scipio Nasica Corculum, Gaius Marcius C.f. Q.n. Figulus. Cònsols sufectes: Publius Cornelius L.f. L.n. Lentulus, Gnaeus Domitius Cn.f. L.n. Ahenobarbus.
- 161: Marcus Valerius M.f. M.n. Messalla, Caius Fannius Strabo.

### Dècada del 150 aC
- 160: Marcus Cornelius C.f. C.n. Cethegus, Lucius Anicius L.f. M.n. Gallus.
- 159: Cnaeus Cornelius Dolabella, Marcus Fulvius M.f. M.n. Nobilior.
- 158: Marcus Aemilius M'.f. M.n. Lepidus, Caius Popillius P.f. P.n. Laenas.
- 157: Sextus Julius Sex.f. L.n. Caesar, Lucius Aurelius L.f. L.n. Orestes.
- 156: Lucius Cornelius n.f. L.n. Lentulus Lupus, Caius Marcius C.f. Q.n. Figulus.
- 155: Publius Cornelius Scipio Nasica Corculum, Marcus Claudius M.f. M.n. Marcellus.
- 154: Lucius Postumius Sp.f. L.n. Albinus, Quintus Opimius Q.f. Q.n.. Cònsol sufecte: Manius Acilius M’.f. C.n. Glabrio.
- 153: Titus Annius T. f. T. n. Luscus, Quintus Fulvius M.f. M.n. Nobilior.
- 152: Lucius Valerius Flaccus, Marcus Claudius M.f. M.n. Marcellus.
- 151: Aulus Postumius A.f. A.n. Albinus, Lucius Licinius Lucullus.

### Dècada del 140 aC
- 150: Titus Quinctius T.f. T.n. Flamininus, Manius Acilius L.f. K.n. Balbus.
- 149: Marcus Manilius o Manius Manilius, Lucius Marcius C.f. C.n. Censorinus.
- 148: Spurius Postumius Albinus Magnus, Lucius Calpurnius C.f. C.n. Piso Caesoninus.
- 147: Publius Cornelius Scipio Aemilianus Africanus Minor, Gaius Livius M.f. M.n. Drusus.
- 146: Gnaeus Cornelius Lentulus, Lucius Mummius L.f. L.n. Achaicus.
- 145: Quintus Fabius Q.f. Q.n. Maximus Aemilianus, Lucius Hostilius Mancinus.
- 144: Servius Sulpicius Ser.f. Galba, Lucius Aurelius Cotta.
- 143: Appius Claudius Ap.f. Ap.n. Pulcher, Quintus Caecilius Q.f. L.n. Metellus Macedonicus.
- 142: Quintus Fabius Maximus Servilianus, Lucius Caecilius Q.f. L.n. Metellus Calvus.
- 141: Gnaeus Servilius Cn.f Cn.n. Caepio, Quintus Pompeius A.f. L.n..

### Dècada del 130 aC
- 140: Quintus Servilius Q.f. Cn.n. Caepio, Gaius Laelius Sapiens.
- 139: Gnaeus Calpurnius Piso, Marcus Popillius M.f. P.n. Laenas.
- 138: Publius Cornelius Scipio Nasica Serapio, Decimus Junius M.f. M.n. Brutus Callaicus.
- 137: Marcus Aemilius M.f. M.n. Lepidus Porcina, Gaius Hostilius Mancinus.
- 136: Lucius Furius Philus, Sextus Atilius Serranus.
- 135: Quintus Calpurnius Piso, Servius Fulvius Flaccus.
- 134: Caius Fulvius Flaccus, Publius Cornelius Scipio Africanus Aemilianus Africanus Minor.
- 133: Lucius Calpurnius Piso Frugi, Publius Mucius Scaevola.
- 132: Publius Popillius C.f. P.n. Laenas, Publius Rupilius P.f. P.n..
- 131: Lucius Valerius Flaccus, Publius Licinius Crassus Dives Mucianus.

### Dècada del 120 aC
- 130: Lucius Cornelius P.f. L.n. Lentulus, Marcus Perperna o Perpenna. Cònsol sufecte: Caius Claudius Pulcher.
- 129: Caius Sempronius C.f. Tuditanus, Manius Aquillius.
- 128: Titus Annius T.f. T.n. Luscus, Cnaeus Octavius.
- 127: Lucius Cornelius L.f. Cinna, Lucius Cassius Q.f. L.n. Longinus Ravilla.
- 126: Marcus Aemilius M.f. M.n. Lepidus, Lucius Aurelius L.f. L.n. Orestes.
- 125: Marcus Fulvius M.f. Q.n. Flaccus, Marcus Plautius Hypsaeus.
- 124: Caius Cassius C.f. C.n. Longinus, Gaius Sextius Calvinus.
- 123: Titus Quinctius T.f. T.n. Flaminius, Quintus Caecilius Q.f. Q.n. Metellus Balearicus.
- 122: Cnaeus Domitius Cn.f. Cn.n. Ahenobarbus, Gaius Fannius.
- 121: Quintus Fabius Maximus Allobrigicus, Lucius Opimius Q.f. Q.n..

### Dècada del 110 aC
- 120: Caius Papirius Carbo, Publius Manilius.
- 119: Lucius Aurelius Cotta, Lucius Caecilius L.f. Q.n. Metellus Delmaticus.
- 118: Quintus Marcius Q.f. Q.n. Rex, Marcus Porcius Cato Licinianus.
- 117: Lucius Caecilius Q.f. Q.n. Metellus Diadematus, Quintus Mucius Scaevola.
- 116: Quintus Fabius Maximus Eburnus, Caius Licinius Geta.
- 115: Marcus Aemilius Scaurus, Marcus Caecilius Q.f. Q.n. Metellus.
- 114: Manius Acilius M'.f. L.n. Balbus, Caius Porcius Cato Licinianus.
- 113: Cnaeus Papirius Carbo, Caius Caecilius Q.f. Q.n. Metellus Caprarius.
- 112: Lucius Calpurnius L.f. C.n. Piso Caesoninus, Marcus Livius C.f. Drusus.
- 111: Publius Cornelius Scipio Nasica Serapio, Lucius Calpurnius Bestia.

### Dècada del 100 aC
- 110: Spurius Postumius Sp.f. Sp.n. Albinus, Quintus Minucius Q.f. Rufus.
- 109: Quintus Caecilius L.f. Q.n. Metellus Numidicus, Marcus Junius Silanus.
- 108: Servius Sulpicius Ser.f. Ser.n. Galba, Quintus Hortensius. Cònsol sufecte: Marcus Aurelius Scaurus.
- 107: Lucius Cassius Q.f. Q.n. Longinus, Gaius Marius.
- 106: Quintus Servilius Q.f. Cn.n. Caepio, Gaius Atilius Serranus.
- 105: Cnaeus Mallius Maximus, Publius Rutilius Rufus.
- 104: Caius Flavius Fimbria, Caius Marius.
- 103: Lucius Aurelius L.f. L.n. Orestes, Caius Marius.
- 102: Quintus Lutatius Catulus, Caius Marius.
- 101: Manius Aquillius Nepos, Caius Marius.

## Segle I aC

### Dècada del 90 aC
- 100: Lucius Valerius Flaccus, Gaius Marius.
- 99: Aulus Postumius A. f. Sp. n. Albinus, Marcus Antonius Orator.
- 98: Quintus Caecilius Q.f. Q.n. Metellus Nepos, Titus Didius.
- 97: Cnaeus Cornelius Lentulus, Publius Licinius M.f. P.n. Crassus Dives.
- 96: Gaius Cassius L.f. Q.n. Longinus, Cnaeus Domitius Cn.f. Cn.n. Ahenobarbus.
- 95: Lucius Licinius L.f. Crassus, Quintus Mucius Scaevola.
- 94: Caius Coelius Caldus, Lucius Domitius Cn.f. Cn.n. Ahenobarbus.
- 93: Caius Valerius Flaccus, Marcus Herennius.
- 92: Gaius Claudius App.f. C.n. Pulcher, Marcus Perpenna.
- 91: Sextus Julius C.f. Caesar, Lucius Marcius Q.f. Q.n. Philippus.

### Dècada del 80 aC
- 90: Lucius Julius L.f. Sextus n. Caesar, Publius Rutilius L.f. L.n. Lupus.
- 89: Cnaeus Pompeius o Pompaeus Sex. f. Cn. n. Strabo, Lucius Porcius Cato Salonianus.
- 88: Lucius Cornelius Sulla, Quintus Pompeius Q.f. Rufus.
- 87: Lucius Cornelius L.f. L.n. Cinna, Cnaeus Octavius.
- 86: Lucius Cornelius L.f. L.n. Cinna, Caius Marius. Cònsol sufecte: Lucius Valerius Flaccus.
- 85: Lucius Cornelius L.f. L.n. Cinna, Cneus Papirius Cn.f. C.n. Carbo.
- 84: Lucius Cornelius L.f. L.n. Cinna, Cneus Papirius Cn.f. C.n. Carbo.
- 83: Lucius Cornelius Scipio Asiaticus, Caius Norbanus.
- 82: Gnaeus Papirius Cn.f. C.n. Carbo, Caius Marius.
- 81: Cnaeus Cornelius Dolabella, Marcus Tullius Decula.

### Dècada del 70 aC
- 80: Lucius Cornelius L.f. P.n. Sulla, Quintus Caecilius Q.f. L.n. Metellus Pius.
- 79: Appius Claudius Pulcher, Publius Servilius C. f. M. n. Vatia Isauricus.
- 78: Marcus Aemilius Q.f. M.n. Lepidus, Quintus Lutatius Catulus.
- 77: Mamercus Aemilius Mam.f. M.n. Lepidus Livianus, Decimus Junius D.f. M.n. Brutus.
- 76: Cnaeus Octavius, Gaius Scribonius Curio Burbulieus.
- 75: Gaius Aurelius Cotta, Lucius Octavius Cn.f. Cn.n..
- 74: Marcus Aurelius Cotta, Lucius Licinius L. f. L. n. Lucullus.
- 73: Gaius Cassius Longinus Varus, Marcus Terentius M.f. Varro Lucullus.
- 72: Gnaeus Cornelius Lentulus Clodianus, Lucius Gellius Publicola.
- 71: Publius Cornelius P.f. P.n. Lentulus Sura, Cnaeus Aufidius Orestes.

### Dècada del 60 aC
- 70: Marcus Licinius P.f. M.n. Crassus Dives, Gnaeus Pompeius Magnus.
- 69: Quintus Caecilius Metellus Creticus, Quintus Hortensius Hortalus.
- 68: Lucius Caecilius Metellus, Quintus Marcius Q.f. Q.n. Rex.
- 67: Manius Acilius M'.f. M'.n. Glabrio, Caius Calpurnius Piso.
- 66: Marcus o Manius Aemilius Mamercus f. M. n. Lepidus, Lucius Volcatius Tullus.
- 65: Lucius Manlius Torquatus, Lucius Aurelius Cotta.
- 64: Lucius Julius L.f. L.n. Caesar, Caius Marcius C.f. C.n. Figulus.
- 63: Caius Antonius M.f. C.n. Hybrida, Marcus Tullius Cicero.
- 62: Decimus Junius Silanus, Lucius Licinius Murena.
- 61: Marcus Valerius M.f. M.n. Messalla Niger, Marcus Pupius o Papius Piso.

### Dècada del 50 aC
- 60: Lucius Afranius, Quintus Caecilius Q.f. Q.n. Metellus Celer.
- 59. Caius Julius Caesar, Marcus Calpurnius Bibulus.
- 58: Lucius Calpurnius C.f. L.n. Piso Caesoninus, Aulus Gabinius.
- 57: Publius Cornelius P.f. L.n. Lentulus Spinther, Quintus Caecilius Q.f. Q.n. Metellus Nepos.
- 56: Gnaeus Cornelius Lentulus Marcellinus, Lucius Marcius L.f. Q.n. Philippus.
- 55: Marcus Licinius P.f. M.n. Crassus Dives, Gnaeus Pompeius Magnus.
- 54: Appius Claudius Pulcher, Lucius Domitius Cn.f. Cn.n. Ahenobarbus.
- 53: Marcus Valerius Messalla Rufus, Gnaeus Domitius M.f. M.n. Calvinus Maximus.
- 52: Quintus Caecilius Q.f. Metellus Pius Scipio, Gnaeus Pompeius Magnus.
- 51: Marcus Claudius M.f. M.n. Marcellus, Servius Sulpicius Rufus.

### Dècada del 40 aC
- 50: Lucius Aemilius M.f. Q.n. Paullus, Gaius Claudius M.f. M.n. Marcellus Minor.
- 49: Lucius Cornelius Lentulus Crus, Gaius Claudius C,f. M.n. Marcellus Maior.
- 48: Gaius Julius Caesar, Publius Servilius P.f. C.n. Vatia Isauricus.
- 47: Quintus Fufius Q.f. C.n. Calenus, Publius Vatinius.
- 46: Gaius Julius Caesar, Marcus Aemilius M.f. Q.n. Lepidus.
- 45: Gaius Julius Caesar, sine collega. Cònsols sufectes: Quintus Fabius Q.f.Q.n. Maximus, Gaius Trebonius, Gaius Caninius Rebilus.
- 44: Gaius Julius Caesar, Marcus Antonius M.f. M.n.. Cònsol sufecte: Publius Cornelius Dolabella.
- 43: Aulus Hirtius A.f., Caius Vibius C.f. C.n. Pansa. Cònsol sufecte: Gaius Julius Caesar Octavianus, Quintus Pedius, Caius o Gaius Carrinas, Publius Ventidius Bassus.
- 42: Marcus Aemilius M.f. Q.n. Lepidus, Lucius Munatius L.f. L.n. Plancus.
- 41: Publius Servilius P.f. C.n. Vatia Isauricus, Lucius Antonius M.f. M.n..

### Dècada del 30 aC
- 40: Gaius Asinius Pollio, Gnaeus Domitius M.f. M.n. Calvinus Maximus. Cònsols sufectes: Lucius Cornelius Balbus Maior, Lucius Canidius Crassus.
- 39: Gaius Calvisius Sabinus, Lucius Marcius L.f. C.n. Censorinus. Cònsols sufectes: Gaius Cocceius Balbus, Publius Alfenus Varus.
- 38: Appius Claudius o Clodius Pulcher, Gaius Norbanus Flaccus.
- 37: Lucius Caninius L.f. Gallus, Marcus Vipsanius Agrippa.
- 36: Marcus Cocceius Nerva, Lucius Gellius Publicola.
- 35: Lucius Cornificius, Sextus Pompeius o Pompaeus Sex. F. Sex. N..
- 34: Marcus Antonius M.f. M.n., Lucius Scribonius Libo. Cònsols sufectes: Paulus Aemilius L.f. M.n. Lepidus, Lucius Sempronius Atratinus, Gaius Memmius L.f. Gemellus, Marcus Herennius M.f. Picens).
- 33: Imperator Caesar (Gaius Julius Caesar Octavianus), Lucius Volcacius Tullus. Cònsols sufectes: Publius Autronius Paetus, Lucius Flavius, Gaius Fonteius Capito, Marcus Acilius Aviola, Lucius Vinicius o Vinucius, Quintus Laronius.
- 32: Gnaeus Domitius L.f. Cn.n. Ahenobarbus, Gaius Sosius. Cònsols sufectes: Lucius Cornelius Cinna, Marcus Valerius Messalla.
- 31: Imperator Caesar Augustus, Marcus Valerius M.f. M.n. Messalla Corvinus. Cònsols sufectes: Marcus Titius, Gnaeus Pompeius.